# Fang (Shiyan)
Der Kreis Fang (chinesisch 房县, Pinyin Fáng Xiàn) ist ein Kreis, der zum Verwaltungsgebiet der bezirksfreien Stadt Shiyan im Nordwesten der chinesischen Provinz Hubei gehört. Er hat eine Fläche von 5.110 km² und zählt 400.300 Einwohner (Stand: Ende 2019). Sein Hauptort ist die Großgemeinde Chengguan (城关镇).

## Administrative Gliederung
Auf Gemeindeebene setzt sich der Kreis aus sieben Großgemeinden und elf Gemeinden zusammen. 